# Barbara Brezigar
Barbara Brezigar (rojena Gregorin), slovenska pravnica in političarka, * 1. december 1953, Ljubljana.

## Življenje
Po končani bežigrajski gimnaziji je študirala pravo v Ljubljani, leta 1976 pa se je poročila z Bogoslavom Brezigarjem. 
Leta 1980 je bila imenovana za okrožno državno tožilko na ljubljanskem tožilstvu. Leta 1993 je na tožilstvu prevzela vodenje oddelka za splošne in gospodarske zadeve, leto pozneje pa je postala namestnica vodje ljubljanskega okrožnega državnega tožilstva Tomaža Miklavčiča. Od aprila do novembra 1995 je opravljala funkcijo vršilke dolžnosti vodje ljubljanskega tožilstva. Ob koncu leta 1995 je neuspešno kandidirala za vodjo tožilstva. 
Na povabilo takratnega generalnega državnega tožilca Antona Drobniča je februarja 1996 prevzela vodenje skupine tožilcev za posebne zadeve. Leta 1997 je postala članica odbora izvedencev Sveta Evrope za področje pranja denarja, leto pozneje pa vrhovna državna tožilka. Leta 1999 se je neuspešno potegovala za položaj generalne državne tožilke. Junija 1999 je odstopila s položaja vodje skupine tožilcev za posebne zadeve.
Leta 2000 je sprejela položaj pravosodne ministrice v Bajukovi vladi. Neuspešno je kandidirala na volitvah za predsednika države leta 2002, s podporo desnih političnih strank (SDS, NSI, SLS+SKD).
20. maja 2005 je bila v Državnem zboru RS potrjena za generalno državno tožilko; 4. maja 2011 jo je zamenjal Zvonko Fišer.

## Strokovno delo
Pri aferi Depala vas in drugih kriminalističnih predlogih za kazenski pregon v zvezi z Janezom Janšo in njegovimi sodelavci, zlasti v zvezi s trgovino z orožjem, pa tudi pri aferi Patria je Brezigarjeva kot državna tožilka sprejela vrsto odločitev, ki so jih pravni strokovnjaki in sodniki ocenili za napačne in sporne. Po besedah članice parlamentarne komisije, ki je preiskovala nakup oklepnikov Patria, Cvetke Zalokar Oražem je Barbara Brezigar zavrgla 18 kazenskih ovadb. Številna kazniva dejanja, povezana s trgovino z orožjem, so tako zaradi Barbare Brezigar ostale brez sodnega epiloga, njen mandat pa bo ostal zapisan tudi kot obdobje, ko so tožilstvo zaradi nevzdržnih razmer in šikaniranja zapustili številni izkušeni in ugledni tožilci.